# Dun-les-Places
Dun-les-Places is een gemeente in het Franse departement Nièvre (regio Bourgogne-Franche-Comté) en telt 355 inwoners (2009). De plaats maakt deel uit van het arrondissement Clamecy.

## Geografie
De oppervlakte van Dun-les-Places bedraagt 47,1 km², de bevolkingsdichtheid is 7,9 inwoners per km².
De onderstaande kaart toont de ligging van Dun-les-Places met de belangrijkste infrastructuur en aangrenzende gemeenten.

## Demografie
Onderstaande figuur toont het verloop van het inwonertal (bron: INSEE-tellingen).